# Stéphane Lambese
Stéphane Lambese (Nogent-sur-Marne, 10 maggio 1995) è un calciatore francese naturalizzato haitiano, difensore del Fleury 91.

## Carriera

### Club

#### Paris Saint-Germain
Inizia la sua carriera da calciatore nel 2004 quando veste la maglia dell'Olympique Sevran, con la quale vi rimane fino al 2008 prima di essere notato dal Paris Saint-Germain. Gioca nelle giovanili fino al 2013 per poi essere inserito nella 2ª squadra militante nella quarta divisione francese.

#### Blois
Dopo essersi svincolato dal PSG nell'estate del 2016, nel gennaio del 2017 firma per il Blois militante nel Championnat de France amateur 2. L'esordio arriva il 5 febbraio 2017 in occasione della trasferta vinta, per 0-1, contro l'Avranches. Il 22 aprile successivo mette a segno la sua prima rete da professionista in occasione della vittoria casalinga, per 3-1, contro il Caen 2. Conclude la sua prima stagione con la maglia del Blois con un bottino di 11 presenze e 1 rete.

#### Lorient e il prestito al Laval
Nell'estate del 2017 passa al Lorient che lo inserisce nella propria seconda squadra. L'esordio arriva il 12 agosto 2017 in occasione della sconfitta interna, per 1-2, il Le Mans. Conclude la stagione con 25 presenze.
Il 31 luglio 2018 passa, a titolo temporaneo, al Laval militante nel Championnat National.

### Nazionale
All'età di 16 anni disputa qualche partita con le giovanili della Francia per poi scegliere di giocare per la nazionale haitiana. L'esordio arriva il 5 marzo 2014 in occasione dell'amichevole pareggiata, per 0-0, contro il Kosovo.
Il 20 maggio 2016 viene convocato per partecipare alla Copa América Centenario negli Stati Uniti d'America. L'esordio arriva in occasione dell'ultima partita della fase a gironi persa, per 4-0, contro l'Ecuador; per lui e la sua squadra la competizione termina qui poiché, non conquistando nemmeno un punto, si piazzano all'ultimo posto nel girone.

## Statistiche

### Presenze e reti nei club
Statistiche aggiornate al 25 luglio 2021.
| Stagione               | Squadra                | Campionato             | Campionato | Campionato | Coppe nazionali | Coppe nazionali | Coppe nazionali | Coppe continentali | Coppe continentali | Coppe continentali | Altre coppe | Altre coppe | Altre coppe | Totale | Totale |
| Stagione               | Squadra                | Comp                   | Pres       | Reti       | Comp            | Pres            | Reti            | Comp               | Pres               | Reti               | Comp        | Pres        | Reti        | Pres   | Reti   |
| ---------------------- | ---------------------- | ---------------------- | ---------- | ---------- | --------------- | --------------- | --------------- | ------------------ | ------------------ | ------------------ | ----------- | ----------- | ----------- | ------ | ------ |
| 2012-2013              | Paris Saint-Germain 2  | CFA                    | 1          | 0          | -               | -               | -               | -                  | -                  | -                  | -           | -           | -           | 1      | 0      |
| 2013-2014              | Paris Saint-Germain 2  | CFA                    | 6          | 0          | -               | -               | -               | -                  | -                  | -                  | -           | -           | -           | 6      | 0      |
| 2014-2015              | Paris Saint-Germain 2  | CFA                    | 19         | 0          | -               | -               | -               | -                  | -                  | -                  | -           | -           | -           | 19     | 0      |
| 2015-2016              | Paris Saint-Germain 2  | CFA                    | 19         | 0          | -               | -               | -               | -                  | -                  | -                  | -           | -           | -           | 19     | 0      |
| Totale Paris SG 2      | Totale Paris SG 2      | Totale Paris SG 2      | 45         | 0          |                 | -               | -               |                    | -                  | -                  |             | -           | -           | 45     | 0      |
| gen.-giu. 2017         | Blois                  | CFA2                   | 11         | 1          | CF              | 0               | 0               | -                  | -                  | -                  | -           | -           | -           | 11     | 1      |
| 2017-2018              | Lorient 2              | N2                     | 25         | 0          | -               | -               | -               | -                  | -                  | -                  | -           | -           | -           | 25     | 0      |
| 2018-2019              | Laval                  | N                      | 11         | 0          | CF+CdL          | 0               | 0               | -                  | -                  | -                  | -           | -           | -           | 11     | 0      |
| 2019-2020              | Orléans                | L2                     | 21         | 0          | CF+CdL          | 1+0             | 0               | -                  | -                  | -                  | -           | -           | -           | 22     | 0      |
| 2020-2021              | Orléans                | N                      | 29         | 1          | CF              | 1               | 0               | -                  | -                  | -                  | -           | -           | -           | 30     | 1      |
| Totale Orléans         | Totale Orléans         | Totale Orléans         | 50         | 1          |                 | 2               | 0               |                    | -                  | -                  |             | -           | -           | 52     | 0      |
| 2021-2022              | Quevilly-Rouen         | L2                     | 24         | 0          | CF              | 3               | 0               | -                  | -                  | -                  | -           | -           | -           | 27     | 0      |
| 2023-2024              | Lokomotiv Sofia        | A-PFG                  | 18         | 1          | CB              | 0               | 0               | -                  | -                  | -                  | -           | -           | -           | 18     | 1      |
| 2024-gen. 2025         | Lokomotiv Sofia        | A-PFG                  | 15         | 0          | CB              | 2               | 0               | -                  | -                  | -                  | -           | -           | -           | 17     | 0      |
| Totale Lokomotiv Sofia | Totale Lokomotiv Sofia | Totale Lokomotiv Sofia | 33         | 1          |                 | 2               | 0               |                    | -                  | -                  |             | -           | -           | 35     | 1      |
| Totale carriera        | Totale carriera        | Totale carriera        | 199        | 3          |                 | 7               | 0               |                    | -                  | -                  |             | -           | -           | 206    | 3      |

### Cronologia presenze e reti in nazionale
| Cronologia completa delle presenze e delle reti in nazionale ― Haiti | Cronologia completa delle presenze e delle reti in nazionale ― Haiti | Cronologia completa delle presenze e delle reti in nazionale ― Haiti | Cronologia completa delle presenze e delle reti in nazionale ― Haiti | Cronologia completa delle presenze e delle reti in nazionale ― Haiti | Cronologia completa delle presenze e delle reti in nazionale ― Haiti | Cronologia completa delle presenze e delle reti in nazionale ― Haiti | Cronologia completa delle presenze e delle reti in nazionale ― Haiti |
| Data                                                                 | Città                                                                | In casa                                                              | Risultato                                                            | Ospiti                                                               | Competizione                                                         | Reti                                                                 | Note                                                                 |
| -------------------------------------------------------------------- | -------------------------------------------------------------------- | -------------------------------------------------------------------- | -------------------------------------------------------------------- | -------------------------------------------------------------------- | -------------------------------------------------------------------- | -------------------------------------------------------------------- | -------------------------------------------------------------------- |
| 8-9-2015                                                             | Port-au-Prince                                                       | Haiti                                                                | 3 – 0                                                                | Grenada                                                              | Qual. Mondiali 2018                                                  | -                                                                    | 70’                                                                  |
| 8-1-2016                                                             | Panama                                                               | Trinidad e Tobago                                                    | 0 – 1                                                                | Haiti                                                                | Coppa America Centenario - Play-off                                  | -                                                                    |                                                                      |
| 25-3-2016                                                            | Port-au-Prince                                                       | Haiti                                                                | 0 – 0                                                                | Panama                                                               | Qual. Mondiali 2018                                                  | -                                                                    | 68’                                                                  |
| 22-6-2016                                                            | East Rutherford                                                      | Ecuador                                                              | 4 – 0                                                                | Haiti                                                                | Coppa America Centenario - 1º turno                                  | -                                                                    |                                                                      |
| 7-9-2019                                                             | Willemstad                                                           | Curaçao                                                              | 1 – 0                                                                | Haiti                                                                | CONCACAF Nations League 2019-2020 - 2º turno                         | -                                                                    |                                                                      |
| 10-9-2019                                                            | Port-au-Prince                                                       | Haiti                                                                | 1 – 1                                                                | Curaçao                                                              | CONCACAF Nations League 2019-2020 - 2º turno                         | -                                                                    |                                                                      |
| 17-11-2019                                                           | San José                                                             | Costa Rica                                                           | 1 – 1                                                                | Haiti                                                                | CONCACAF Nations League 2019-2020 - 2º turno                         | -                                                                    |                                                                      |
| 5-6-2021                                                             | Providenciales                                                       | Turks e Caicos                                                       | 0 – 10                                                               | Haiti                                                                | Qual. Mondiali 2022                                                  | -                                                                    |                                                                      |
| 8-6-2021                                                             | Port-au-Prince                                                       | Haiti                                                                | 1 – 0                                                                | Nicaragua                                                            | Qual. Mondiali 2022                                                  | -                                                                    | 73’                                                                  |
| 12-6-2021                                                            | Port-au-Prince                                                       | Haiti                                                                | 0 – 1                                                                | Canada                                                               | Qual. Mondiali 2022                                                  | -                                                                    | 66’                                                                  |
| 15-6-2021                                                            | Bridgeview                                                           | Canada                                                               | 3 – 0                                                                | Haiti                                                                | Qual. Mondiali 2022                                                  | -                                                                    | 77’                                                                  |
| 2-7-2021                                                             | Fort Lauderdale                                                      | Haiti                                                                | 6 – 1                                                                | Saint Vincent e Grenadine                                            | Qual. Gold Cup 2021                                                  | -                                                                    | 76’                                                                  |
| 6-7-2021                                                             | Fort Lauderdale                                                      | Haiti                                                                | 4 – 1                                                                | Bermuda                                                              | Qual. Gold Cup 2021                                                  | -                                                                    | 81’                                                                  |
| 11-7-2021                                                            | Kansas City                                                          | Stati Uniti                                                          | 1 – 0                                                                | Haiti                                                                | Gold Cup 2021 - 1º turno                                             | -                                                                    |                                                                      |
| 15-7-2021                                                            | Kansas City                                                          | Haiti                                                                | 1 – 4                                                                | Canada                                                               | Gold Cup 2021 - 1º turno                                             | 1                                                                    |                                                                      |
| 18-7-2021                                                            | Frisco                                                               | Martinica                                                            | 1 – 2                                                                | Haiti                                                                | Gold Cup 2021 - 1º turno                                             | -                                                                    |                                                                      |
| 12-10-2023                                                           | Paramaribo                                                           | Suriname                                                             | 1 – 1                                                                | Haiti                                                                | CONCACAF Nations League 2023-2024 - 1º turno                         | -                                                                    | 74’                                                                  |
| 15-10-2023                                                           | Port of Spain                                                        | Haiti                                                                | 2 – 3                                                                | Giamaica                                                             | CONCACAF Nations League 2023-2024 - 1º turno                         | -                                                                    | 80’ 82’                                                              |
| 9-9-2024                                                             | Mayagüez                                                             | Haiti                                                                | 6 – 0                                                                | Sint Maarten                                                         | CONCACAF Nations League 2023-2024 - 1º turno                         | -                                                                    | 46’                                                                  |
| 11-10-2024                                                           | Oranjestad                                                           | Aruba                                                                | 1 – 3                                                                | Haiti                                                                | CONCACAF Nations League 2023-2024 - 1º turno                         | -                                                                    | 76’                                                                  |
| 15-10-2024                                                           | Oranjestad                                                           | Haiti                                                                | 5 – 3                                                                | Aruba                                                                | CONCACAF Nations League 2023-2024 - 1º turno                         | -                                                                    | 67’                                                                  |
| 19-11-2024                                                           | Mayagüez                                                             | Haiti                                                                | 3 – 0                                                                | Porto Rico                                                           | CONCACAF Nations League 2023-2024 - 1º turno                         | -                                                                    |                                                                      |
| Totale                                                               |                                                                      | Presenze                                                             | 22                                                                   |                                                                      | Reti                                                                 | 1                                                                    |                                                                      |

| Cronologia completa delle presenze e delle reti in nazionale (partite non ufficiali) ― Haiti | Cronologia completa delle presenze e delle reti in nazionale (partite non ufficiali) ― Haiti | Cronologia completa delle presenze e delle reti in nazionale (partite non ufficiali) ― Haiti | Cronologia completa delle presenze e delle reti in nazionale (partite non ufficiali) ― Haiti | Cronologia completa delle presenze e delle reti in nazionale (partite non ufficiali) ― Haiti | Cronologia completa delle presenze e delle reti in nazionale (partite non ufficiali) ― Haiti | Cronologia completa delle presenze e delle reti in nazionale (partite non ufficiali) ― Haiti | Cronologia completa delle presenze e delle reti in nazionale (partite non ufficiali) ― Haiti |
| Data                                                                                         | Città                                                                                        | In casa                                                                                      | Risultato                                                                                    | Ospiti                                                                                       | Competizione                                                                                 | Reti                                                                                         | Note                                                                                         |
| -------------------------------------------------------------------------------------------- | -------------------------------------------------------------------------------------------- | -------------------------------------------------------------------------------------------- | -------------------------------------------------------------------------------------------- | -------------------------------------------------------------------------------------------- | -------------------------------------------------------------------------------------------- | -------------------------------------------------------------------------------------------- | -------------------------------------------------------------------------------------------- |
| 5-3-2014                                                                                     | Kosovska Mitrovica                                                                           | Kosovo                                                                                       | 0 – 0                                                                                        | Haiti                                                                                        | Amichevole                                                                                   | -                                                                                            | ?’                                                                                           |
| Totale                                                                                       |                                                                                              | Presenze                                                                                     | 1                                                                                            |                                                                                              | Reti                                                                                         | 0                                                                                            |                                                                                              |